# West Puente Valley (Kalifornija)
West Puente Valley je naseljeno područje za statističke svrhe u američkoj saveznoj državi Kalifornija. Prema popisu stanovništva iz 2010. u njemu je živjelo 22.636 stanovnika.